# Cyrtarachne melanosticta
Cyrtarachne melanosticta là một loài nhện trong họ Araneidae.
Loài này thuộc chi Cyrtarachne. Cyrtarachne melanosticta được Tord Tamerlan Teodor Thorell miêu tả năm 1895.